# Baneberg
De Baneberg is een heuvel in het West-Vlaams Heuvelland gelegen nabij Loker in de Belgische provincie West-Vlaanderen. De top van de helling ligt tussen de Rodeberg en de Vidaigneberg. Nabij de top staat de Lijstermolen. Tussen de Baneberg en de Vidaigneberg bevindt zich een stoeltjeslift, deze zweeft over het zadeldal tussen de beide "bergen" over de wijngaarden van Entre-Deux-Monts met vergezichten over Noord-Frankrijk en de Belgische kustvlakte. De top ligt op 140 meter. De naam is afkomstig van de familie Bane die de berg in de 13e en 14e eeuw in haar bezit had. De helling wordt ook wel eens Gildestraat genoemd.
De Baneberg is een onderdeel van de zogenaamde centrale heuvelkam in het Heuvelland, deze bestaat daarnaast uit de Watenberg, Kasselberg, Wouwenberg, Katsberg, Boeschepeberg, Kokereelberg, Zwarteberg, Vidaigneberg, Rodeberg, Sulferberg, Goeberg, Scherpenberg, Monteberg, Kemmelberg en Letteberg. Ten zuiden van deze heuvelkam bevindt zich het stroomgebied van de Leie, ten noorden van deze heuvelkam het stroomgebied van de IJzer.

## Wielrennen
De helling is meermaals opgenomen in Gent-Wevelgem. In 1963, 1972 (2 maal), 1973 (2 maal), 1974, 1980, 1982, 1987, 1990, 2011, 2012, 2013, 2014, 2015,2017 en 2018 werd ze officieel in het wedstrijdboek opgenomen.
De Baneberg was tevens opgenomen in de recreatieve fietsroute Vlaanderen Fietsroute en is nu opgenomen in de LF Heuvelroute. De helling is tevens opgenomen in de rode lus van de recreatie wielerroute Gent-Wevelgemroute en in de paarse lus van de Vive le vélo fietsroutes.